# Wiurila

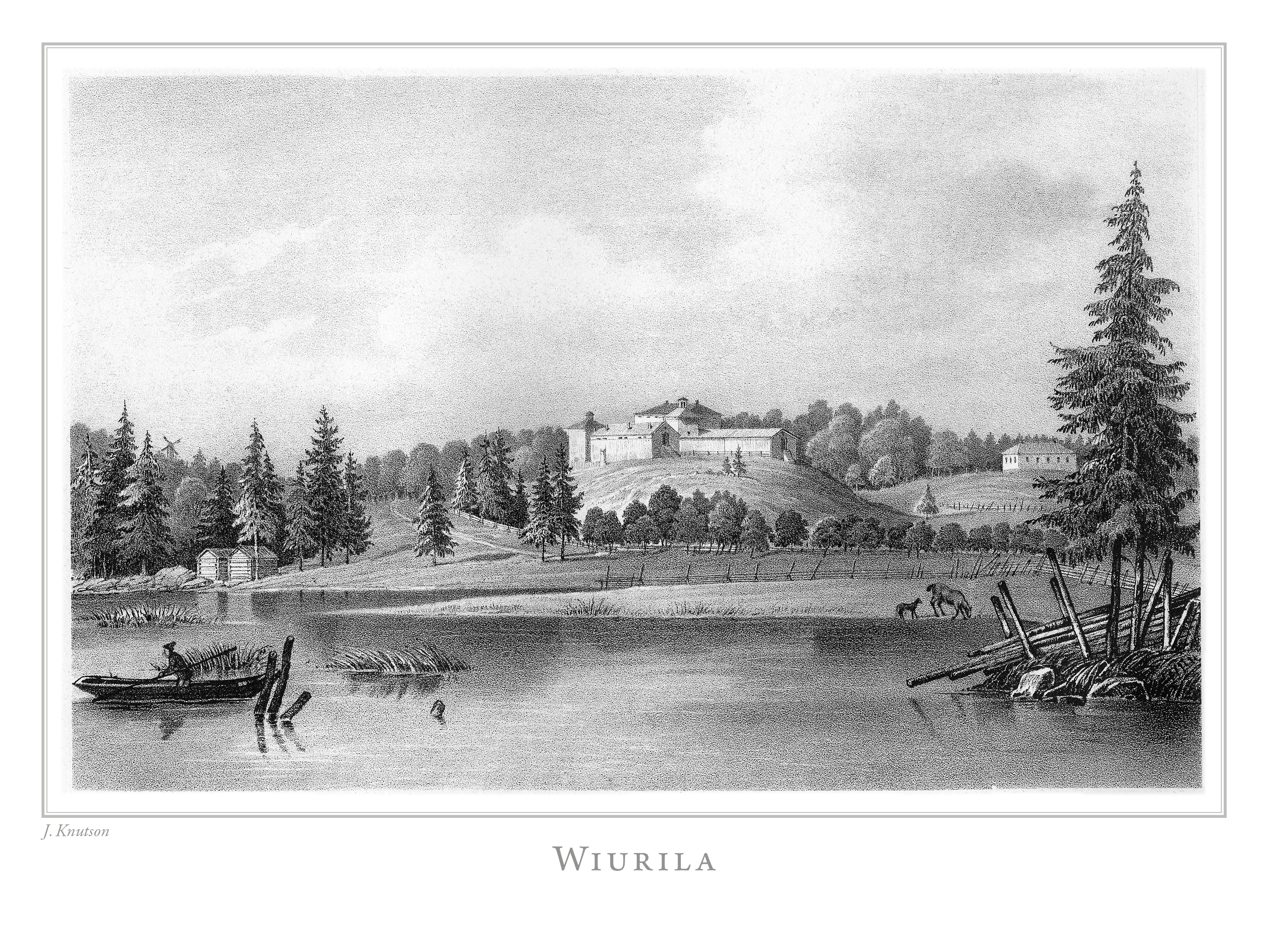
Litografi i Finland framstäldt i teckningar utgiven 1845-1852.

Wiurila gård är egendom i Halikko vid innersta delen av Halikkoviken.
Wiurilas historia går tillbaka till 1400-talet. Denna medeltida sätesgård bytte fram till 1780 ägare endast genom arv, var gång på kvinnolinjen. År 1787 såldes godset till landshövdingen och generalmajoren Magnus Wilhelm Armfelt, som året innan hade förvärvat godsen Åminne och Vuorentaka. Efter arvskiftet mellan hans söner 1803 erhöll Gustaf Mauritz Armfelt Åminne och brodern friherre August Filip Armfelt Wiurila och Vuorentaka, som förblev förenade fram till 1935. 
Corps de logiet på Wiurila, en tvåvånings stenbyggnad i nyklassisk stil, uppfört 1806–1811 enligt ritningar av Charles Bassi, anses vara en av epokens vackraste herrgårdar i Finland. Tillsammans med ekonomiebyggnaderna i tegel, som Magnus Reinhold Armfelt lät uppföra enligt ritningar av Carl Ludvig Engel 1843–1845, bildar det en av de mest helgjutna empiremiljöerna i Finland. Huvudgården (omkring 110 hektar) ägs fortfarande av en ättling till den Armfeltska ätten, Friherre Alexander Aminoff.
På herrgården finns restaurang, kabinett, festsal, hotell, konstgalleri, Armfelt-släktens hembygdsmuseum, vagnmuseum, golfbana, golfklubb, häststall och ridhus. I vagnmuseet finns vagnar som har använts av Sveriges kung Carl XVI Gustaf och drottning Silvia.
Prins Carl Philip, Oscar Kylberg och det finska möbelföretaget Made by Choice designade och skapade Wiurila-stolen för bankettsalen i herrgården.
Herrgården arrangerar konstveranstalningen Wiurilan kesä, som är det största nutidskonstutställningen i Egentliga Finland.

## Galleri

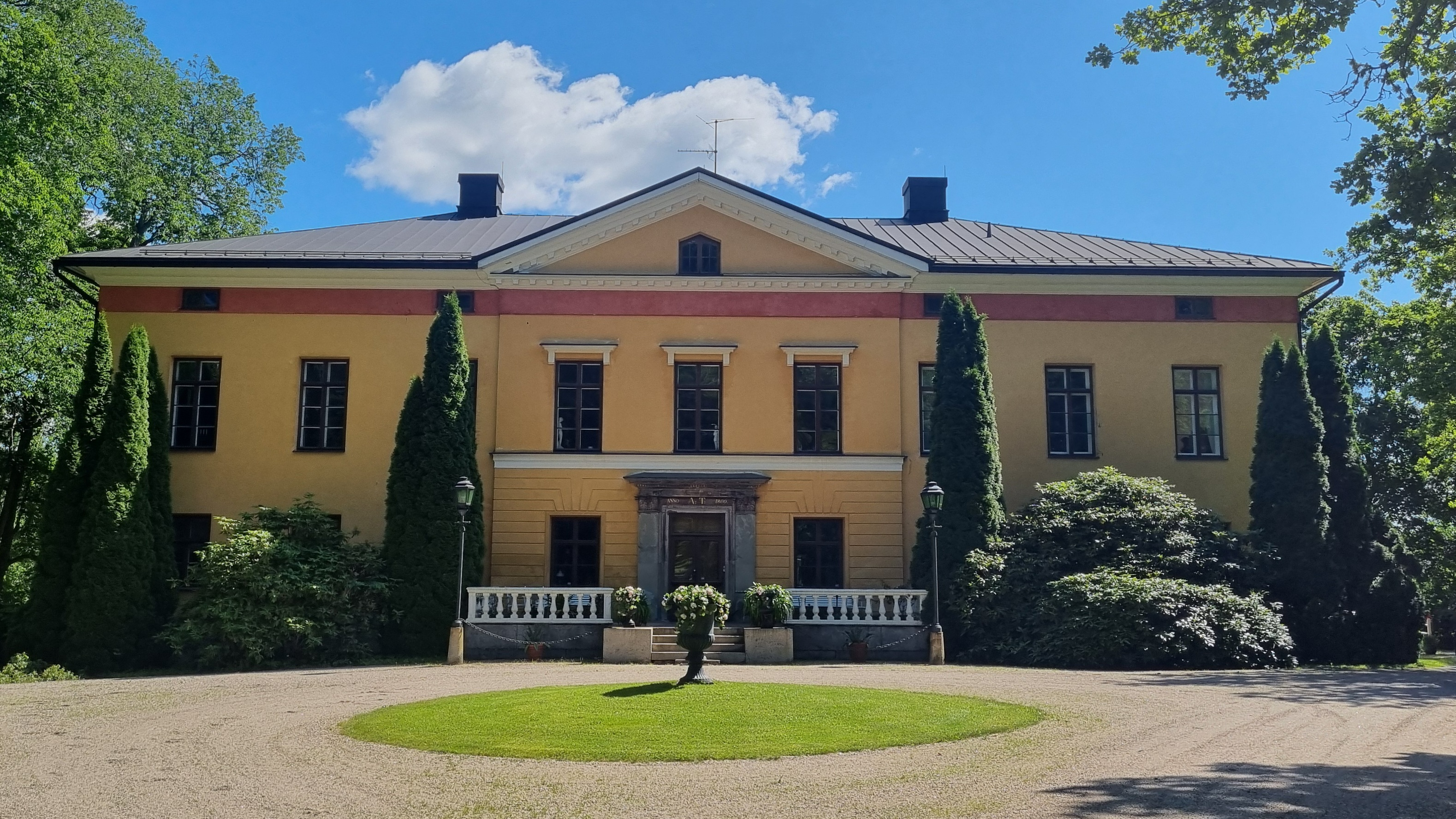
Wiurila herrgård.
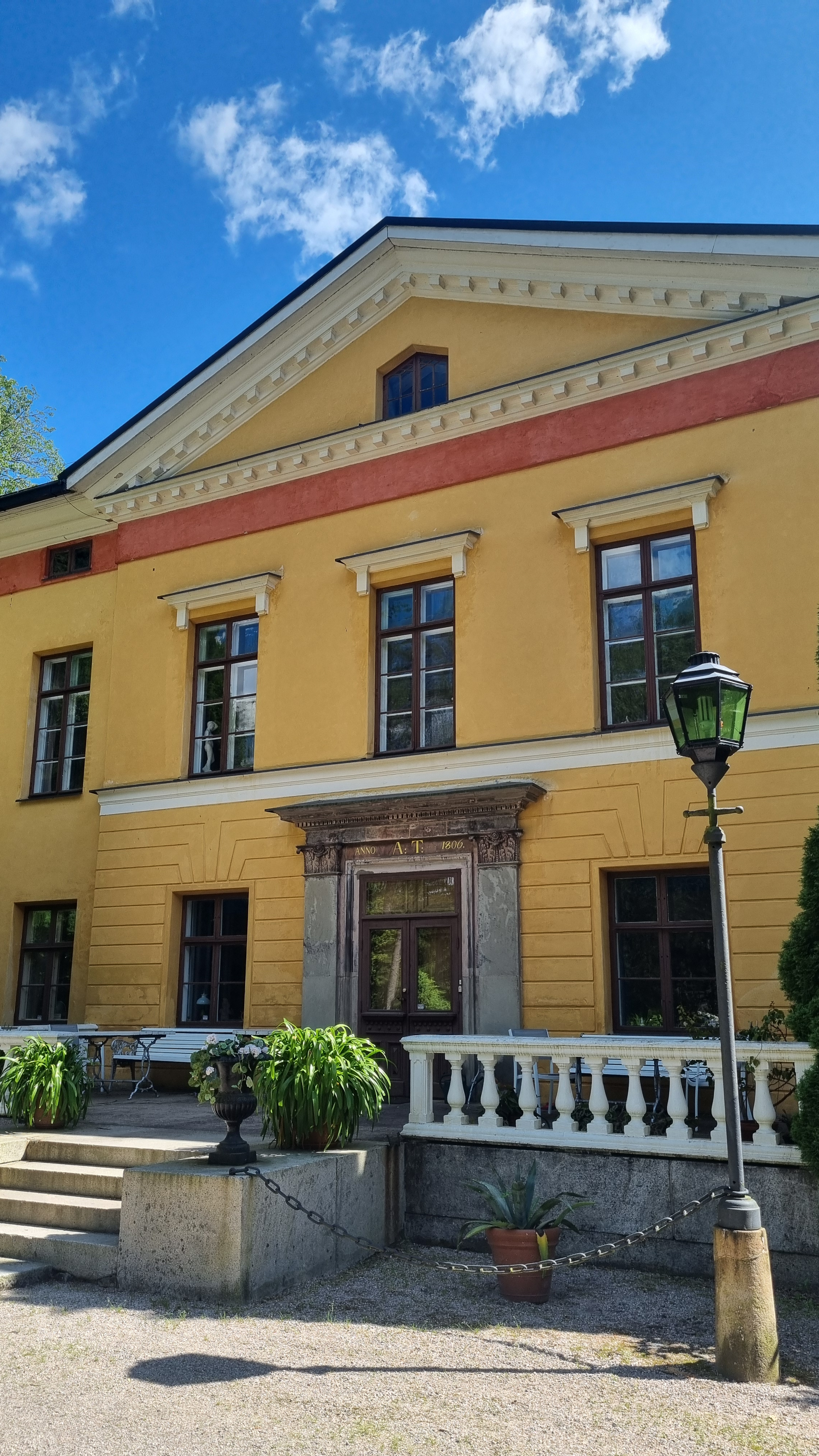
Wiurila.
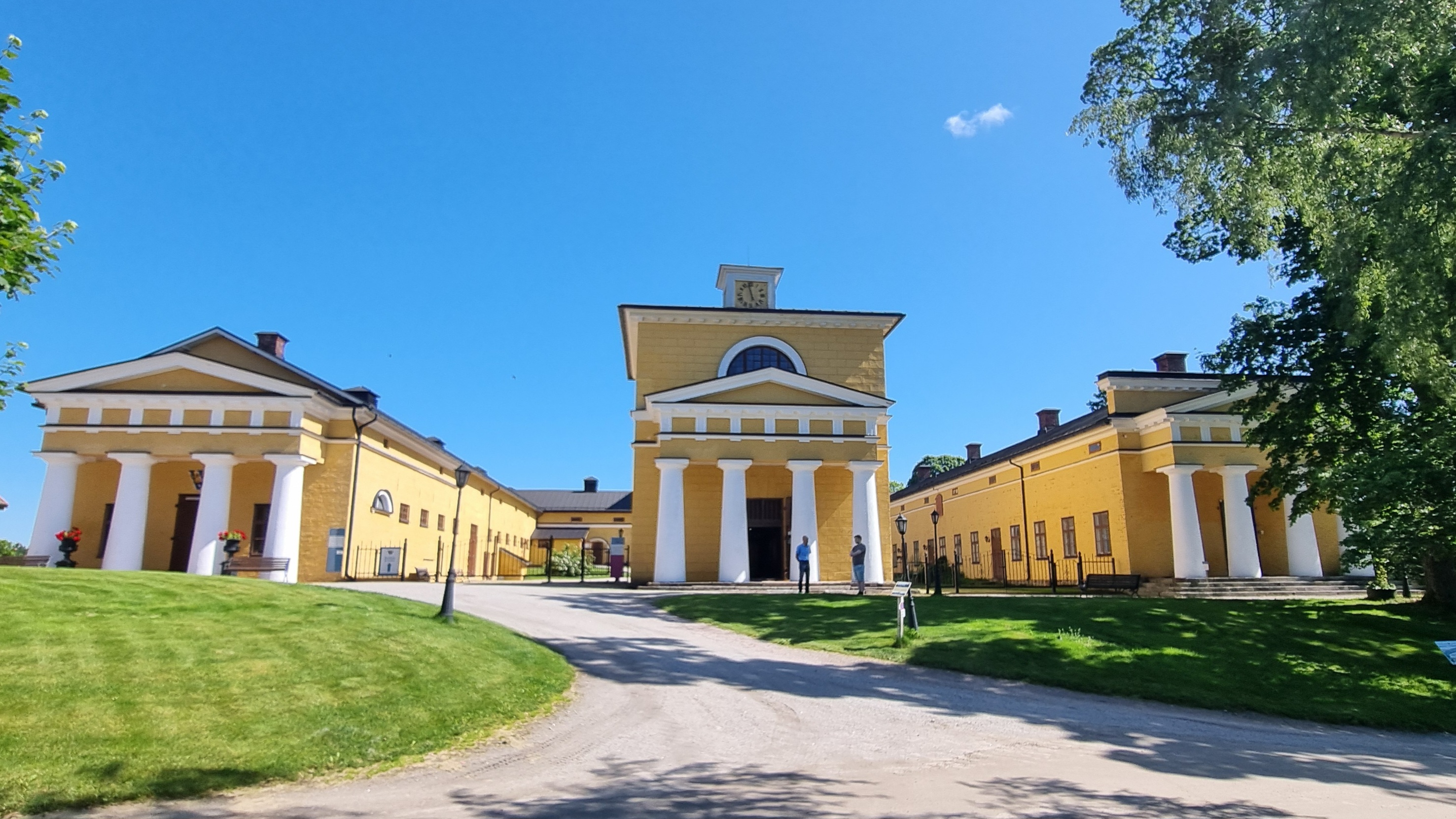
Uthus. Arkitekt Carl Ludvig Engel.
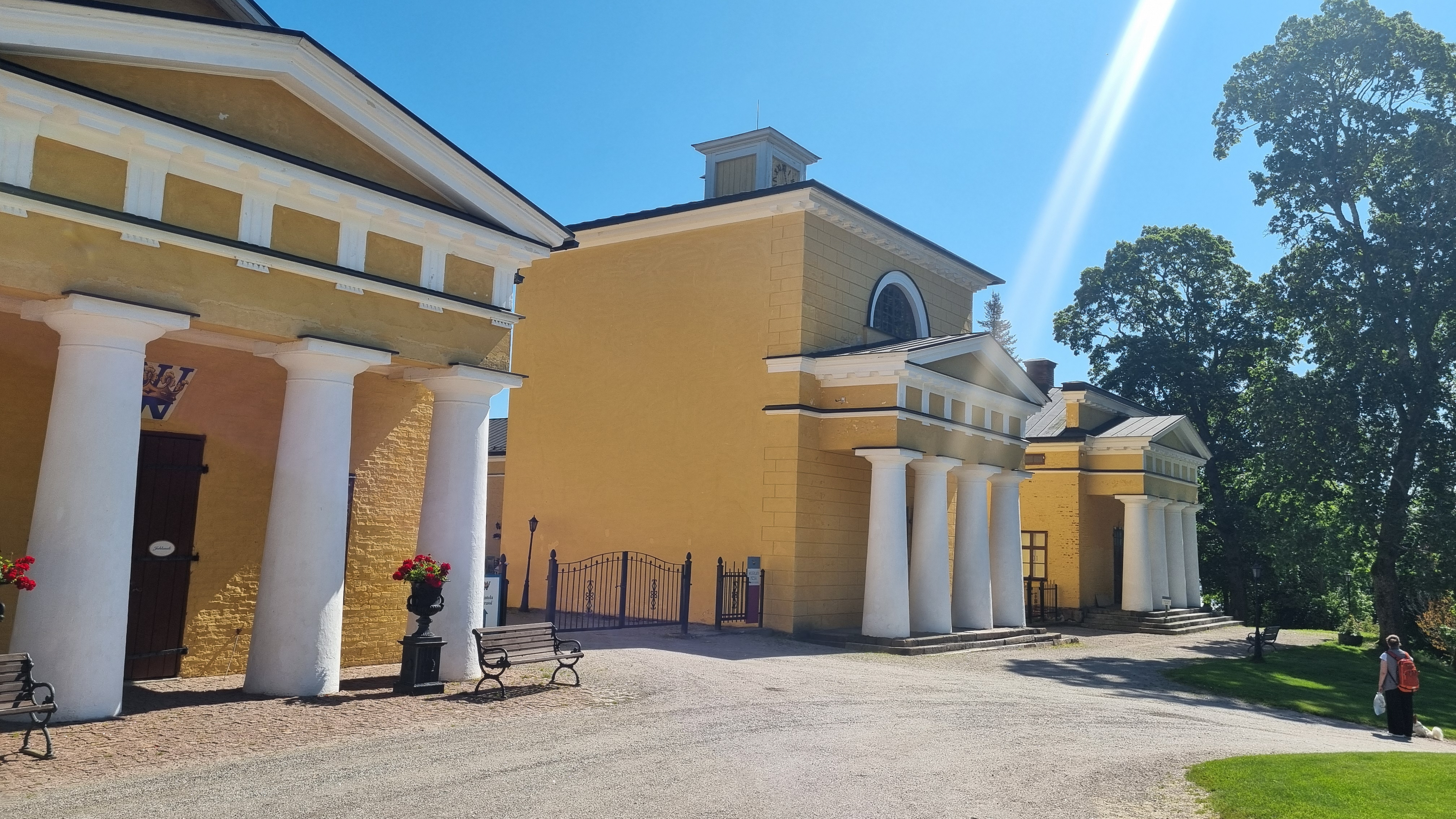
Uthus.